# Richard Peter jun.
Richard Peter jun. (* 13. März 1915 in Essen; † 12. Januar 1978 in Dresden) war ein deutscher Fotograf und Industriefotograf. Er war der Sohn des ebenfalls bekannten Fotografen Richard Peter.

## Leben
Richard Peter jun. wurde am 13. März 1915 in Essen geboren. Aufgewachsen ist er ohne elterliche Obhut bei Tanten, da seine Mutter bereits 1918 starb und weil der Vater, der Fotograf Richard Peter sen., „selbst noch jung und bildungshungrig, um weltanschauliche Klarheit und neben dem Beruf um fotografische Kenntnisse rang“ und sich zudem zwischen 1928 und 1931 in Südamerika und Skandinavien aufhielt. 1929 begann Peter jun. in Finsterwalde eine Maschinenschlosserlehre, war danach zunächst arbeitslos, bis er von 1933 bis 1934 Beschäftigung im freiwilligen Reichsarbeitsdienst (RAD) fand. 1935 absolvierte er einen Schweißerlehrgang und war im Anschluss daran bis 1937 Kesselschmied in Osnabrück. Danach war er Soldat. Auf der Halbinsel Hel vor der Danziger Bucht geriet er in Kriegsgefangenschaft, aus der er 1947 entlassen wurde. Unterschlupf fand er bei seinem Vater in Dresden, von dem er „in kürzester Zeit“ eine fotografische Ausbildung erhielt.
Schon von 1948 bis 1949 leitete Peter jun. die Bildstelle beim Freien Deutschen Gewerkschaftsbund (FDGB) und betätigte sich danach als freier Bildjournalist, ab 1953 vor allem für die Illustrierte Zeit im Bild und für andere Presseorgane sowie für die Industrie. Neben der Pressearbeit entstanden Buchpublikationen: Nach Rumänien (1958) erschien das Buch Ein großes Werk in einer großen Stadt (1960) für den VEB Transformatoren- und Röntgenwerk Dresden (TuR). Darauf folgten der Band Schatzsucher (1962) für das Elektrochemische Kombinat Bitterfeld (EKB) und wiederum für TuR Ein Werk wächst mit seiner Stadt (1966) und Stadt und Werk – Wege in die Zukunft (1974). Bereits 1973 beendet ein Schlaganfall die fotografische Tätigkeit von Richard Peter jun. An den Folgen eines zweiten Schlaganfalls verstarb er am 12. Januar 1978 im Alter von 62 Jahren, wenige Monate nach dem Tod seines Vaters.

## Werk
In der Illustrierten Zeit im Bild erschienen zwischen 1953 und 1968 über 200 Beiträge mit Bildmaterial des überzeugten Propagandisten. Das „Neue Dresden“, Sozialistischer Aufbau, Wirtschaft und Arbeitswelt waren seine zentralen Themen, von seinem ersten geschlossenen Bildbericht über das Kühlhaus der Stadt Dresden, im August 1953 unter dem Titel Der Kühlschrank einer großen Stadt veröffentlicht, bis zu den großen, im Auftrag der Industrie entstandenen Buchpublikationen der 1960er Jahre. Die langjährige Arbeit Peter jun. für das TuR, das bis zum Ende seiner aktiven Zeit zu seinen Hauptauftraggebern zählte, begann um 1960. Die erste Publikation, Ein großes Werk in einer großen Stadt, ist als Selbstdarstellung des Betriebs in gleichsam symbiotischer Beziehung zur Stadt Dresden konzipiert. Zwei Jahre später hat er mit Schatzsucher über das EKB Bitterfeld ein heute kaum noch bekanntes Referenzwerk für die Inszenierung des arbeitenden Menschen geschaffen. Wie oft in der Industriefotografie weisen auch bei Peter jun. diejenigen Aufnahmen den größten ästhetischen Reiz auf, die über einen rein dokumentarischen Ansatz hinausgehen. Fotografien, die Details fokussieren, Personen aus erkennbaren Arbeitsprozessen isolieren, Architektur- oder Maschinenelemente in extremer Perspektive heranzoomen oder die mit Strukturen, Farben, Formen und Flächen spielen. Vor dem Hintergrund des noch nicht lange zurückliegenden Formalismusstreits geschieht dies bei Peter jun. allerdings wohldosiert, der Abbildcharakter wird nie aufgeben.
In den 1980er Jahren gehörte der Dresdner Bildjournalist Richard Peter jun. zu den prominenten Fotografen der DDR: „In der Geschichte unserer Fotografie [habe] der Name Richard Peter zweimal Klang und Bedeutung erhalten. Vater und Sohn, Senior und Junior. Beide gleichermaßen begabt“.
Doch während Richard Peter sen. – vor allem aufgrund seines bedeutenden Bildbands Eine Kamera klagt an – nach wie vor zu den wesentlichen Protagonisten deutscher Fotografiegeschichte zählt, steht der Sohn nach dem Untergang der DDR wieder im Schatten des Vaters, obwohl der Sohn unter anderem durch die Integration seiner Arbeiten in die programmatischen Ausstellungen „Medium Fotografie“ (1977/78) und „Frühe Bilder“ (1985) bereits Eingang in den Kanon des „Nationalen Kulturerbes der DDR“ gefunden hatte. Bis heute hat sich die fotohistorische Forschung dem Bildjournalismus in der DDR insgesamt jedoch noch kaum zugewandt, obwohl dieser die Fotografie im Land über drei Jahrzehnte geprägt hatte.

## Nachlass
Der fotografische Nachlass von Richard Peter jun. wurde 1984 durch die Deutsche Fotothek von seiner Witwe, Agnes Peter geb. Aling, erworben. Der Bestand umfasst rund 4.000 Kleinbild- und 13.500 Mittelformat-Negative sowie rund 1.000 Positive 18/24 und 30/40 aus dem Zeitraum 1948 bis 1973. Im Jahr 2012 wurden – unter Auslassung von Zweitbelichtungen und Dubletten – rund 3.500 Kleinbild- und 6.500 Mittelformat-Negative digitalisiert.
Die Präsenz Peter jun. im Archiv der Fotografen soll dahingehend stimulieren, die Werke von Pressefotografen als zentrales Feld politischer Öffentlichkeit auch daraufhin zu untersuchen, wie Bilder in der DDR produziert, vervielfältigt, vermarktet und publiziert worden sind. In jedem Fall gilt Bernd Lindners Diktum, dass die Geschichte der Fotografie in der DDR ohne die Fotografien der Bildjournalisten nicht zu schreiben ist. Ebenso wäre eine Geschichte der Fotografie in Dresden ohne Berücksichtigung systemkonformer Fotografen wie Richard Peter jun. wenig vollständig.

## Werke
- VEB Transformatoren- und Röntgenwerk (Hrsg.): Stadt und Werk – Wege in die Zukunft. Dresden 1974 (Text von Rolf Floß, Fotos von Richard Peter jun, und Erich Höhne).
- Kollektiv Dresdner Fotografen: Erich Fritzsch, Walter Hahn, Erich Höhne, Richard Peter sen., Richard Peter jun., Jürgen Rach, Werner Wurst (Hrsg.): Dresden. Leipzig 1968.
- VEB Transformatoren- und Röntgenwerk (Hrsg.): Ein Werk wächst mit seiner Stadt. Dresden 1966 (Text von Lothar Kempe, Fotos von Richard Peter jun, und Helga Klemm).
- Richard Peter jun.: Baikalsee. Leipzig 1965 (Broschüre).
- Lothar Kempe, Richard Peter jun.: Schatzsucher. Elektrochemisches Kombinat Bitterfeld (EKB). Dresden 1962.
- VEB Transformatoren- und Röntgenwerk (Hrsg.): Ein großes Werk in einer großen Stadt. Dresden 1960 (Text von Lothar Kempe, Fotos von Richard Peter jun., Richard Peter sen., Willy Pritsche u. a.).
- Richard Peter jun.: Rumänien. Leipzig 1958 (Digitalisat [abgerufen am 10. September 2023]).
- Dresdner Gas-, Wasser - und Elektrizitätswerke AG (Hrsg.): Dresdner Gas-, Wasser - und Elektrizitätswerke AG. 1948 – 1898 – 1848 – 1828. Dresden 1948 (Digitalisat [abgerufen am 10. September 2023] Fotos von Rudolf Bläsche, Richard Peter jun. und Friedrich Lüning).